# Don Alden Adams
Don Alden Adams (ur. 16 stycznia 1925 w stanie Illinois, w Stanach Zjednoczonych, zm. 30 grudnia 2019) – amerykański działacz religijny, szósty prezes korporacji pensylwańskiej Strażnicy – Towarzystwa Biblijnego i Traktatowego (ang. Watch Tower Bible and Tract Society of Pennsylvania).

## Życiorys
Wychował się w rodzinie o podzielonych poglądach religijnych. Jego rodzina – Mary i William Karl Adamsowie i rodzeństwo Joel, Karl, Joy i Jeth – wyznawała anglikanizm, lecz matka zainteresowała się i związała z ruchem Badaczy Pisma Świętego. Adams od niej przejął podstawowe nauki biblijne, podobnie jak jego rodzeństwo i został ochrzczony.
W styczniu 1943 roku został niepłatnym kaznodzieją pełnoczasowym. Od 1945 roku pracował jako wolontariusz w Biurze Głównym Towarzystwa Strażnica w Nowym Jorku, był osobistym sekretarzem Nathana H. Knorra.
W grudniu 1957 roku w charakterze nadzorcy strefy (obecna nazwa: przedstawiciel Biura Głównego Świadków Jehowy) Don Adams odwiedził haitańskich współwyznawców, w roku 1980 w Wybrzeżu Kości Słoniowej, a w 1984 roku współwyznawców w Mozambiku. W styczniu 1988 roku w charakterze nadzorcy strefy odwiedził Świadków Jehowy w Wenezueli. W Valencii wynajęto amfiteatr do korridy, gdzie przedstawił 2-godzinny program. W tym okresie w całej Wenezueli było 40 001 głosicieli, a z programu skorzystało 74 600 osób. 14 stycznia 1988 roku, wygłosił przemówienie okolicznościowe – jako nadzorca strefy – z okazji otwarcia Biura Oddziału w Gujanie. Don Adams odbył także – w większości ze swoją żoną Dolores – podróże służbowe na Daleki Wschód, do Afryki, Europy oraz Ameryki Północnej i Południowej. W latach 2000–2014 był prezesem Watch Tower Bible and Tract Society of Pennsylvania, zastępując Miltona George’a Henschela. Od roku 2014 funkcję tę pełni Robert Ciranko. Don Adams do 2019 roku był pomocnikiem Komitetu Wydawniczego Ciała Kierowniczego Świadków Jehowy.